# Ri Jae Il
Ri Jae Il (kor. 리재일, ur. 1935, zm. 4 lutego 2021) – północnokoreański polityk. Ze względu na przynależność do najważniejszych gremiów politycznych Korei Północnej, uznawany za członka elity władzy KRLD. 

## Kariera
Ri Jae Il urodził się w 1935 roku. Karierę zawodową rozpoczynał od pracy dziennikarskiej, był redaktorem stołecznego dziennika P'yŏngyang Sinmun. Niewiele wiadomo na temat przebiegu jego kariery urzędniczej i politycznej przed 1992 rokiem, kiedy to został wicedyrektorem jednego z departamentów Komitetu Centralnego Partii Pracy Korei. W lutym 2001 roku został przewodniczącym Państwowego Komitetu Kontroli Wydawnictw, głównego urzędu zajmującego się cenzurą polityczną w środkach masowego przekazu Korei Północnej.
Od maja 2004 roku do śmierci Ri Jae Il pełnił funkcję pierwszego wicedyrektora w Wydziale Propagandy i Agitacji KC, którym zarządza obecnie Kim Ki Nam.
Deputowany Najwyższego Zgromadzenia Ludowego KRLD, parlamentu KRLD XII kadencji (tj. od marca 2009 roku). Na mocy postanowień 3. Konferencji Partii Pracy Korei 28 września 2010 roku Ri Jae Il został zastępcą członka KC PPK.
Po śmierci Kim Dzong Ila w grudniu 2011 roku, Ri Jae Il znalazł się na 120. miejscu w 233-osobowym Komitecie Żałobnym. Świadczyło to o formalnej i faktycznej przynależności Ri Jae Ila do grona kierownictwa politycznego Koreańskiej Republiki Ludowo-Demokratycznej. Według specjalistów, miejsca na listach tego typu określały rangę polityka w hierarchii aparatu władzy.

## Odznaczenia
Kawaler Orderu Kim Dzong Ila (luty 2012).